# Pero no pasa nada
Pero no pasa nada es el título del primer álbum de estudio de la cantante española Amaia. El álbum se estrenó a través de Universal Music España, el 20 de septiembre de 2019. Contiene diez temas, tres de ellos publicados como sencillos. Con un sonido pop indie.

## Producción
Este disco fue producido y lanzado por la discográfica de Amaia, Universal Music Group. En colaboración con la representación, asesoramiento y gestión profesional de Global Talent Services (GTS) y Primavera Labels (sello discográfico del festival de música Primavera Sound).
La misma Amaia se hizo cargo de la producción junto con Santiago Motorizado. En Puro Mastering y Buenos Aires, Santiago Motorizado y Eduardo Bergallo se encargaron del mezclado. Del masterizado se hizo responsable Eduardo Bergallo en el mismo lugar antes nombrado. El sonido en vivo fue hecho por Lucas Rossetto. 
De todo lo referente a arte y fotografía en el álbum, se encargó Paloma Wool. Y Querida fue la encargada del diseño.

## Grabación
Las maquetas del álbum fueron grabadas en Cal Pau Recordings (Olérdola) en enero de 2019. En cambio, la música fue grabada en Estudio del sur (Chile) y Aclam Records (Barcelona) entre febrero y marzo del año 2019. Las voces fueron grabadas en Puro Revolver (Buenos Aires) y Aclam Records (Barcelona) entre febrero y marzo de 2019. Y los sintetizadores fueron grabados en La Siesta del Fauno (Buenos Aires) en febrero y marzo de 2019.
Amaia fue la encargada de la voz, coros, piano, guitarras, órgano, sintetizadores y mellotron. 
Las guitarras eléctricas fueron Tom Quintans, Nuria Graham y Diego Cendra. Los encargados de los bajos fueron Tom Qintans, Diego Cendra y Santiago Motorizado. De las baterías se encargaron Felipe Quintans y Aleix Bou. Los percusionistas fueron Felipe Quintans, Aleix Bou y Santiago Motorizado. De las baterías se encargaron Felipe Quintans y Aleix Bou. Los responsables de los sintetizadores fueron Felipe Quintans, Mora Sánchez, Alberto Cendra y Agustín Spassoff. Núria Graham fue la guitarra clásica y Roberto Cubero (de Los Hermanos Cubero), la mandolina.

## Lista de canciones
| Pero no pasa nada |                            |                                                         |                                    |          |  |
| N.º               | Título                     | Escritor(es)                                            | Productor(es)                      | Duración |  |
| 1.                | «Última vez»               | Amaia Romero                                            | Amaia Romero, Santiago Barrionuevo | 1:07     |  |
| 2.                | «Quedará en nuestra mente» | Amaia Romero                                            | Amaia Romero, Santiago Barrionuevo | 3:50     |  |
| 3.                | «El relámpago»             | Amaia Romero, Santiago Barrionuevo                      | Amaia Romero, Santiago Barrionuevo | 4:36     |  |
| 4.                | «Nuevo verano»             | Amaia Romero, Raül Fernández Miró                       | Amaia Romero, Santiago Barrionuevo | 4:05     |  |
| 5.                | «Nadie podría hacerlo»     | Amaia Romero, Núria Graham                              | Amaia Romero, Santiago Barrionuevo | 2:24     |  |
| 6.                | «Quiero que vengas»        | Amaia Romero, Santiago Barrionuevo                      | Amaia Romero, Santiago Barrionuevo | 3:17     |  |
| 7.                | «Todos estos años»         | Amaia Romero, Santiago Barrionuevo, Raül Fernández Miró | Amaia Romero, Santiago Barrionuevo | 3:04     |  |
| 8.                | «Un día perdido»           | Amaia Romero, Santiago Barrionuevo                      | Amaia Romero, Santiago Barrionuevo | 2:51     |  |
| 9.                | «Cuando estés triste»      | Amaia Romero                                            | Amaia Romero, Santiago Barrionuevo | 3:36     |  |
| 10.               | «Porque apareciste»        | Núria Graham                                            | Amaia Romero, Santiago Barrionuevo | 2:54     |  |
| 31:54             |                            |                                                         |                                    |          |  |

## Posicionamiento en listas

### Listas semanales
| Listas (2012)       | Mejor posición |
| ------------------- | -------------- |
| España (PROMUSICAE) | 1              |